# 299 Thora
299 Thora è un asteroide della fascia principale del diametro medio di circa 17,06 km. Scoperto nel 1890, presenta un'orbita caratterizzata da un semiasse maggiore pari a 2,4350975 UA e da un'eccentricità di 0,0612169, inclinata di 1,60220° rispetto all'eclittica.
Il suo nome è dedicato a Thor, dio vichingo del tuono.